# Jardins Rocambole

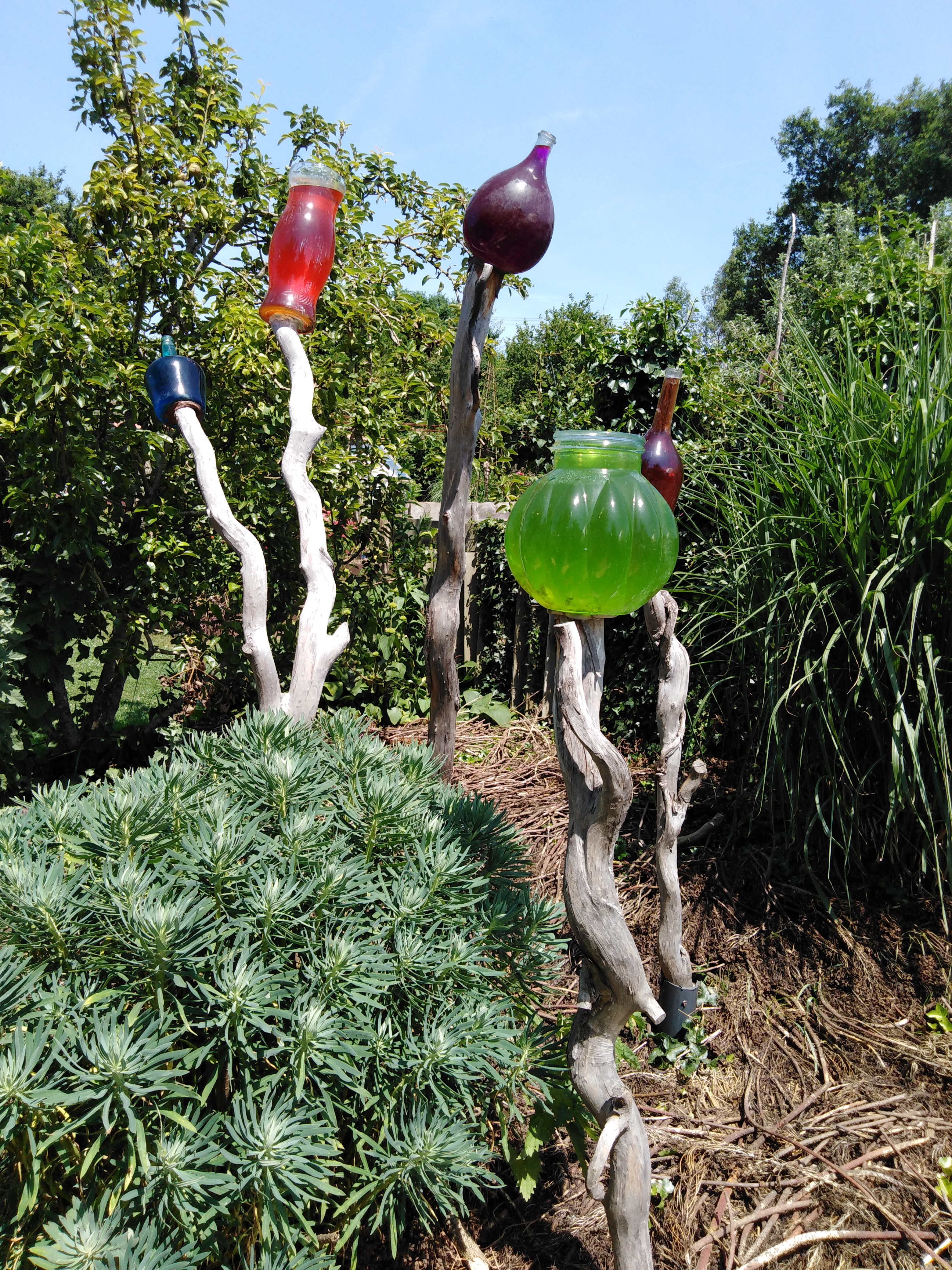
Dames-jeannes colorées recyclées au jardin potager Rocambole, 2019

Les jardins Rocambole sont des jardins potagers et botaniques artistiques en agriculture biologique situés à La Lande aux Pitois, sur le territoire de la commune de Corps-Nuds, dans le département d'Ille-et-Vilaine, en France.

## Histoire
En 1988, Luc Bienvenu s'installe en maraîchage biologique à son compte à la Lande aux Pitois, sur une surface de 5 hectares. Christine Bannier, ancienne institutrice, le rejoint en 2003. Ils diversifient leur activité avec la création de jardins familiaux et la mise en place de cours de jardinage, puis l'accueil de publics scolaires. L'activité agricole est stoppée en 2008, pour développer un jardin potager artistique (caravane, jardin des sons, potager verger, poulailler, serre dôme, « Jardin des Tuileries »).
L'aménagement du jardin sollicite le recyclage de matériaux et la récupération, notamment de tuiles, de tôles découpées ou de treillis soudés, et de l'ardoise amassée et travaillée comme de « multiples cartes minérales soufflées comme un jeu de dominos ». L'ensemble forme un « patchwork qui mêle habilement végétal et minéral (...) un écosystème tenu de main de maître, à la fois ordonné et sauvage, créatif autant que productif », selon Bretagne Magazine. Pour L'Art des jardins, c'est « un petit Edenproject à taille humaine avec sa serre bioclimatique et ses constructions tantôt futuristes, tantôt naives ».  

## Activités
Les jardins de 6 000 m2 sont ouverts au public du mercredi au dimanche, de fin mai à octobre, depuis 2012, et reçoivent 6 500 visiteurs en 2017.
Ils accueillent expositions artistiques et concerts ou représentations théâtrales.
Luc Bienvenu propose des cours de jardinage sur onze demi-journées par an.

## Label et distinctions
Ces jardins portent le label « jardin remarquable » décerné par le Ministère de la Culture en 2018,.
Les jardins sont lauréats du prix coup de cœur de l'association des journalistes du jardin et de l'horticulture (AJJH) en 2008, du prix spécial des jardins potagers de la Société nationale d'horticulture de France (SNHF) en 2011, ainsi que des trophées du tourisme en Haute Bretagne en 2016.

## Galerie

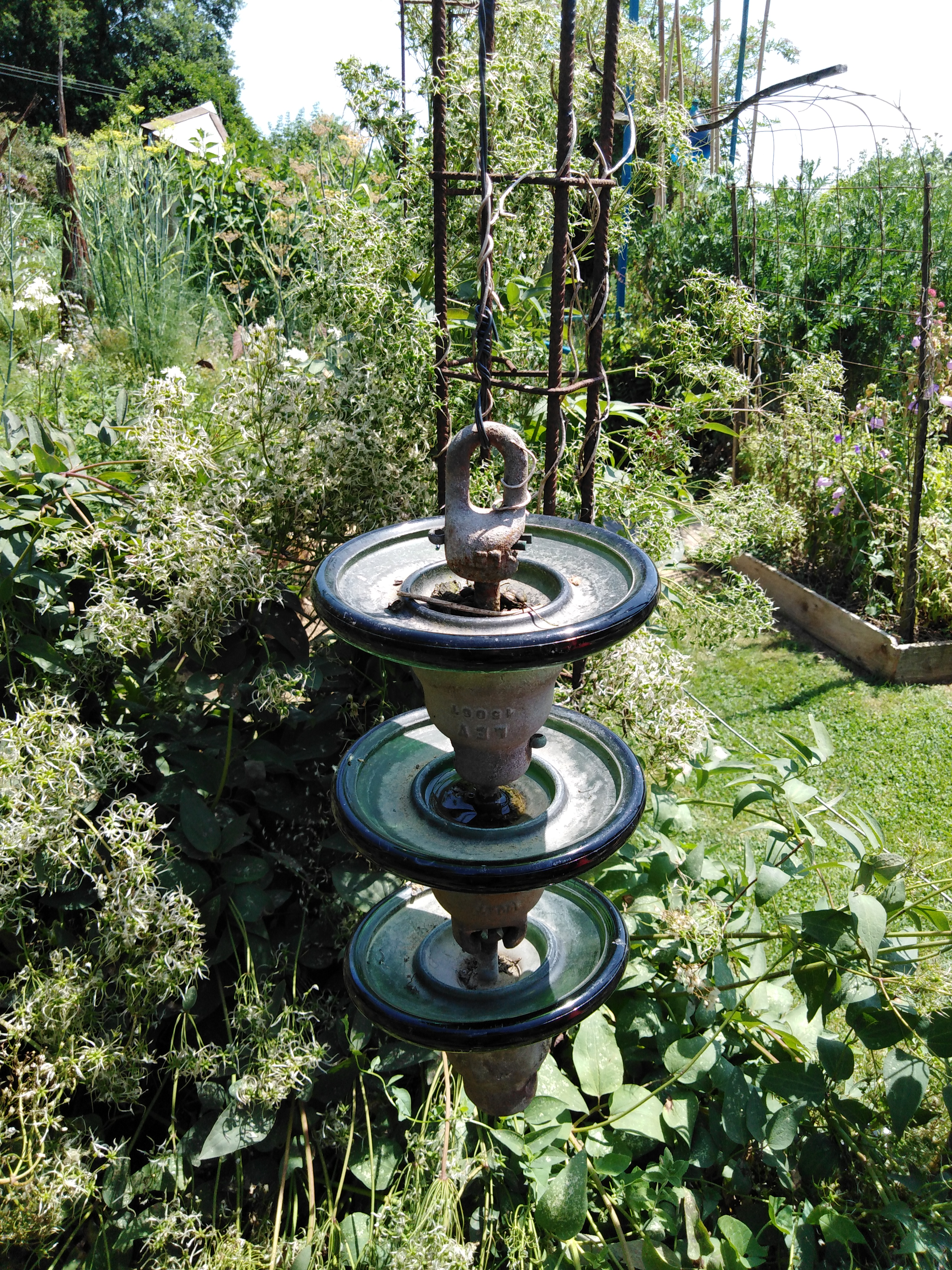
Isolant en verre et métal de caténaire recyclée et suspendue au potager, 2019
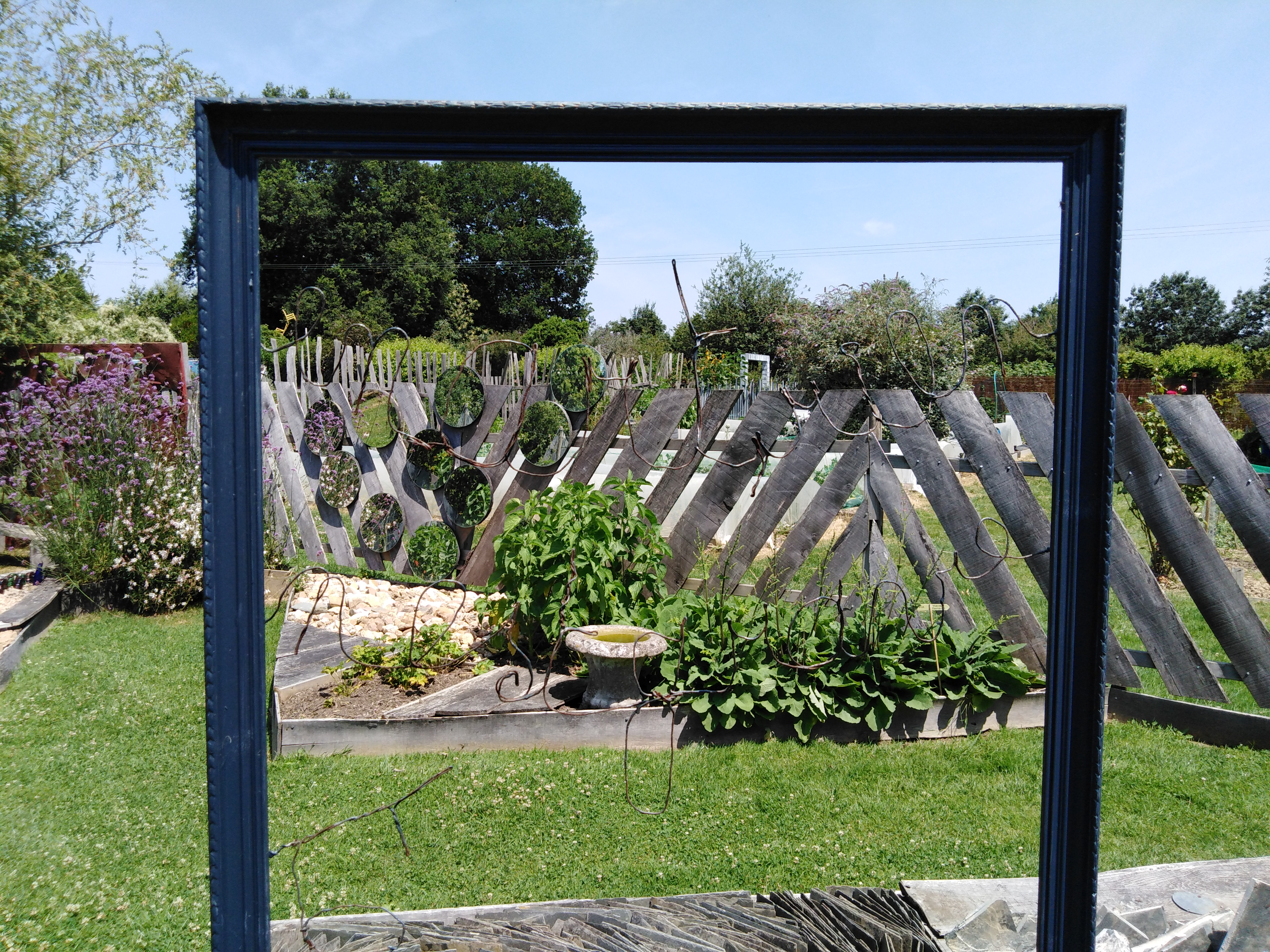
Cadre recyclé et motif d'écriture en fil de fer au jardin, 2019
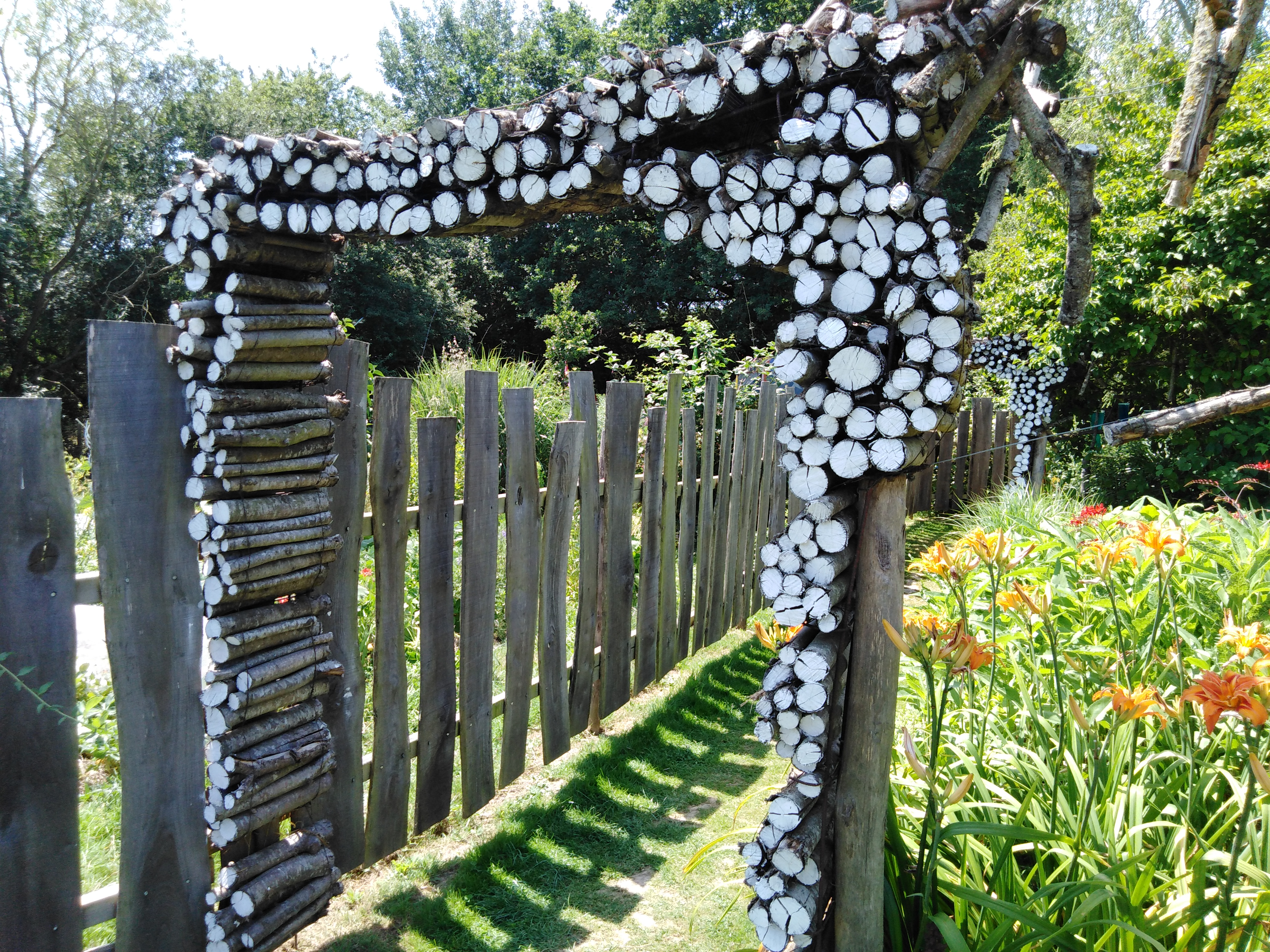
Arche de rondins peints sur tranche au jardin, 2019
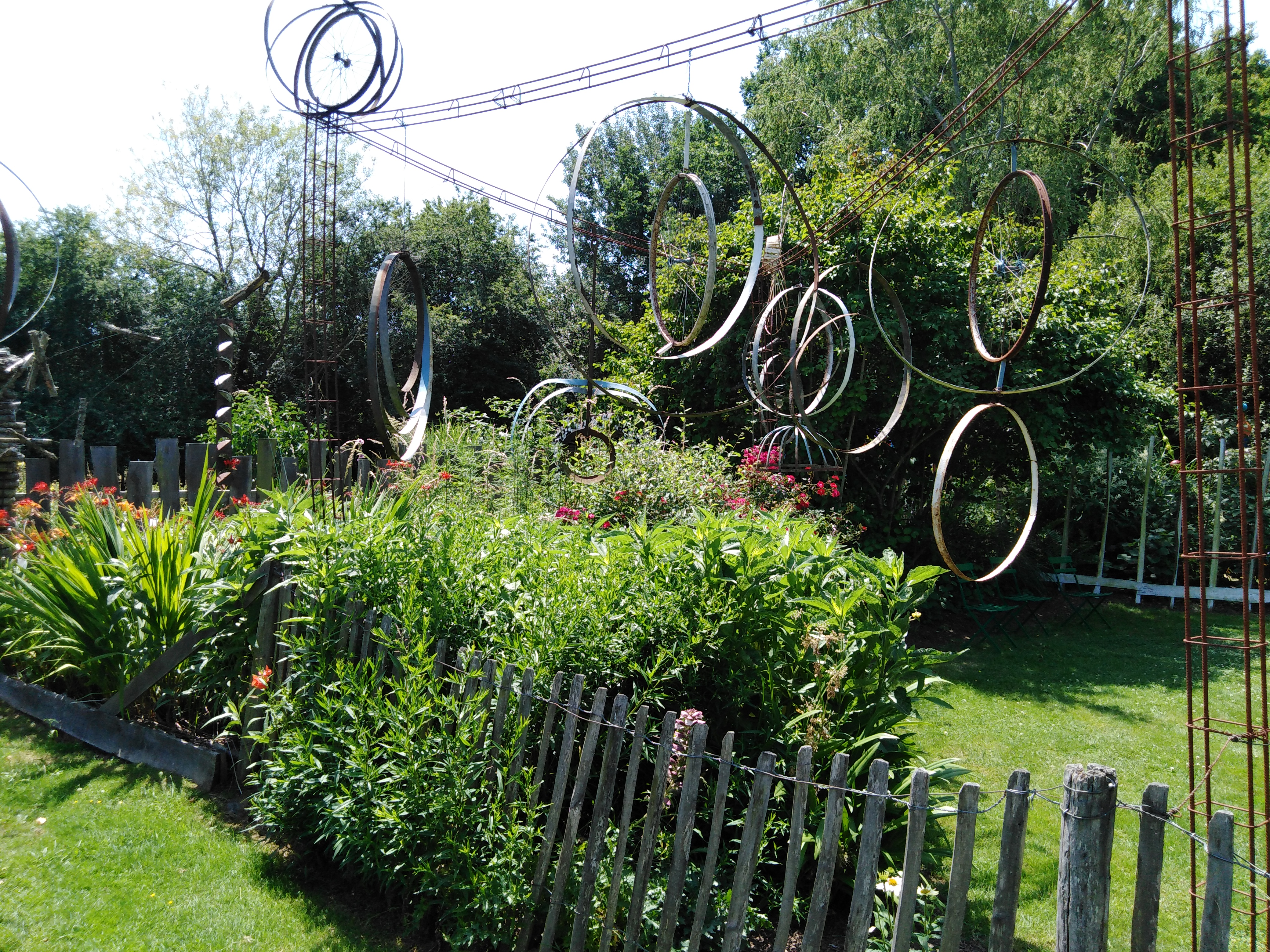
Roues métalliques recyclées et suspendues au jardin, 2019
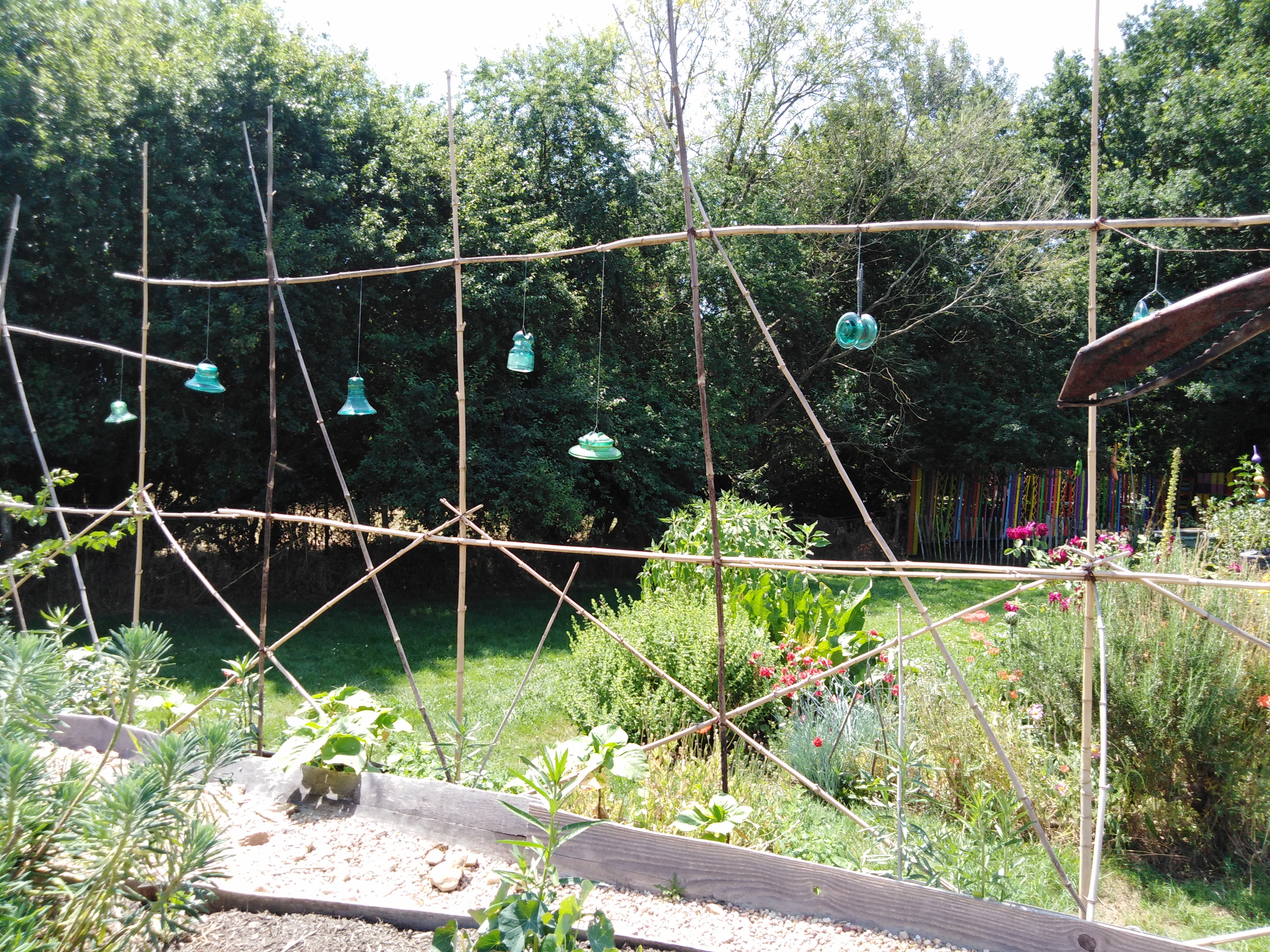
Pièces de verres colorées suspendues au jardin, 2019